# Patrícia Kimberly

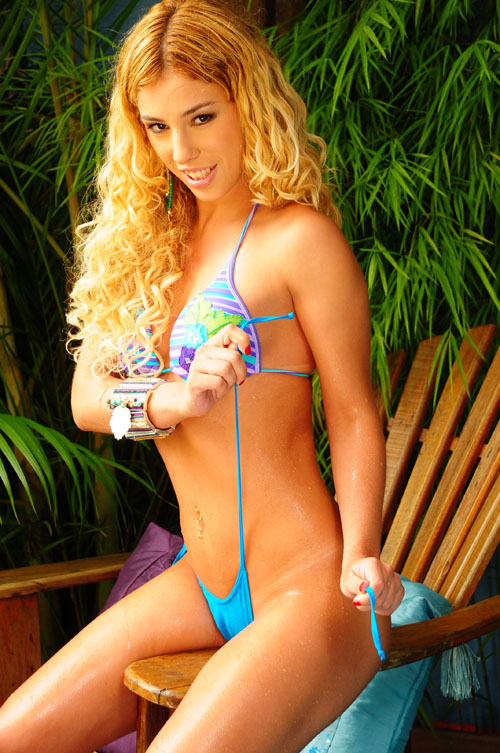
Patrícia Kimberly

Patrícia Kimberly (Pseudonym von Gisele Barbosa; * 6. Januar 1984) ist eine brasilianische Prostituierte, Stripperin und Pornodarstellerin.
Im Alter von 18 Jahren begann sie, als Prostituierte in Nachtclubs in São Paulo zu arbeiten. Ab 2005 trat sie, um mehr Geld zu verdienen, als Darstellerin in Pornofilmen auf. Sie war mehrmals zu Gast in Talkshows und wird oft interviewt, um sich zu den Themen Prostitution und Pornofilmbranche zu äußern.
2018 gewann sie den Titel als Repräsentantin der „Acadêmicos do Tatuapé“-Sambaschule während des Karnevals in São Paulo.
Die französische Frauenzeitschrift Marie Claire bezeichnete sie als „Sex-Influencerin“ wegen ihrer vielen Fans in sozialen Netzwerken.

## Awards
| Jahr | Resultat  | Award                                              | Film                    |
| ---- | --------- | -------------------------------------------------- | ----------------------- |
| 2015 | gewonnen  | Sexy Hot Award – Best Fetish Scene                 | Pés do prazer           |
| 2016 | gewonnen  | Sexy Hot Award – Best Double Penetration Sex Scene | As fantasias de Paty    |
| 2016 | gewonnen  | Sexy Hot Award – Best Fetish Scene                 | Cornolândia 3           |
| 2016 | gewonnen  | Sexy Hot Award – Best Orgy/Gang Bang Scene         | Orgia na piscina        |
| 2016 | gewonnen  | Sexy Hot Award – Best Ménage Scene                 | As fantasias de Paty    |
| 2016 | nominiert | Sexy Hot Award – Best Title                        | As fantasias de Paty    |
| 2017 | gewonnen  | Sexy Hot Award – Best Actress                      | Uberxxx da Paty         |
| 2017 | gewonnen  | Sexy Hot Award – Best Orgy/Gang Bang Scene         | Orgasmos Múltiplos      |
| 2017 | nominiert | Sexy Hot Award – Best Lesbian scene                | Garotas da Van Rolê Vip |